# باغیش هوسپیان
باغیش آرشاکی هوسپیان (ارمنی: Բաղիշ Արշակի Հովսեփյան؛  زادهٔ ۱۸ اکتبر ۱۹۲۲ - درگذشته ۱۰ فوریهٔ ۲۰۰۴)، رمان‌نویس اهل ارمنستان بود.

## زندگی‌نامه
وی در ۱۸ اکتبر ۱۹۲۲ در آرتسوانیست به دنیا آمد و در سال ۱۹۵۰ از دانشکده فلسفه دانشگاه دولتی ایروان فارغ‌التحصیل شد. وی در گراکان ترت و خورهردایین گراکانوتیون فعالیت می‌کرد. هوسپیان عضو اتحادیه نویسندگان اتحاد شوروی بود.  وی در ۱۰ فوریهٔ ۲۰۰۴ در سن ۸۱ سالگی در ایروان درگذشت.